# Nikolaï Okhlopkov
Nikolaï Pavlovitch Okhlopkov (en russe : Николай Павлович Охлопков), né le 15 mai 1900 à Irkoutsk (Sibérie) et mort le 8 janvier 1967 à Moscou, est un acteur et metteur en scène soviétique qui a modelé son travail sur celui de Meyerhold.

## Biographie
Nikolaï Okhlopkov naît dans une famille de la petite noblesse militaire. Son père est officier pendant la guerre russo-japonaise et Nikolaï Okhlopkov poursuit ses études secondaires dans une école de cadets et est inscrit au conservatoire d'Irkoutsk en classe de violoncelle. Pendant la révolution d'octobre, il doit cacher ses origines aristocratiques et commence à travailler pour les décors du théâtre dramatique d'Irkoutsk tout en suivant des cours à l'école d'art et d'architecture, puis y commence une carrière d'acteur en 1918. Dans les années 1920, il se lance avec enthousiasme dans le théâtre contemporain et adopte les thématiques sociales et esthétiques de l'époque ; il monte par exemple en 1922 au théâtre de la Jeunesse d'Irkoutsk la pièce de Maïakovski, Mystère-Bouffe. À partir de 1930, il dirige le Théâtre réaliste à Moscou, bien que son style de direction soit peu réaliste. C'est l'un des premiers à placer les spectateurs sur la scène autour des acteurs, afin d'instaurer une certaine intimité entre le public et les acteurs. En 1938, son théâtre est fermé et il s'installe au théâtre Vakhtangov. En 1943, il est nommé au poste de directeur artistique du théâtre de la Révolution, qui après la fusion avec une partie de la troupe du théâtre du Lensoviet, prend un nouveau départ sous le nom de théâtre dramatique de Moscou (Московский театр драмы) et en 1954 deviendra le théâtre Maïakovski. Il reste à ce poste jusqu'en 1964. Il monte également Hamlet au théâtre d'Art de Moscou en 1954. Le théâtre dramatique d'Irkoutsk porte son nom en son honneur depuis sa mort en 1967.

## Filmographie
- 1926 : La Baie de la mort (Бухта смерти) d'Abram Room
- 1937 : Lénine en octobre (Ленин в октяабре) de Mikhaïl Romm : garde de Lénine
- 1938 : Alexandre Nevski (Александр Невский) de Sergueï Eisenstein : Vassili Bouslaï
- 1939 : Lénine en 1918 (Ленин в 1918 году) de Mikhaïl Romm : Vassili
- 1940 : Sverdlov (Яков Свердлов) de Sergueï Ioutkevitch : Fédor Chaliapine
- 1944 : Koutouzov (Кутузов) de Vladimir Petrov : Michel Barclay de Tolly
- 1948 : Histoire d'un homme véritable (Повесть о настоящем человеке) d'Aleksandr Stolper : Vorobiev
- 1950 : Loin de Moscou (Далеко от Москвы, Daleko ot Moskvy) d'Aleksandr Stolper : chef du chantier
- 1950 : Les Lumières de Bakou (Огни Баку)

## Prix et récompenses
- prix Staline de 1er classe (1941), pour le rôle de bolchevik Vassili dans le film Lénine en octobre et Lénine en 1918
- prix Staline de 1er classe (1947), pour la mise en scène du spectacle La Jeune Guarde d'Alexandre Fadeïev
- prix Staline de 2e classe (1949), pour le rôle de commissaire Vorobiov dans le film Histoire d'un homme véritable (1948)
- prix Staline de 2e classe (1949), pour la mise en scène du spectacle La Loi d'honneur d'Alexander Stein
- prix Staline de 1er classe (1951), pour le rôle de Batmanov dans le film Loin de Moscou
- prix Staline de 2e classe (1951), pour la mise en scène de l'opéra La Jeune Guarde de Youli Meitus (d'après Alexandre Fadeïev)
- Ordre de Lénine (1954)
- Ordre du Drapeau rouge du Travail (1938, 1947, 1960)
- Ordre de l'Étoile rouge (1944)
- Artiste du peuple de l'URSS (1948)